# Tisserin à gorge brune
Ploceus xanthopterus
Espèce
Statut de conservation UICN

 LC  : Préoccupation mineure
Le Tisserin à gorge brune (Ploceus xanthopterus) est une espèce de passereau appartenant à la famille des Ploceidae.

## Répartition et habitat
On le trouve en République démocratique du Congo, en Tanzanie, en Zambie, au Malawi, au Zimbabwe, au Mozambique, en Namibie, au Botswana et en Afrique du Sud.